# Ryan McBride
Pour les articles homonymes, voir McBride.
Ryan McBride (né le 15 décembre 1989 à Derry en Irlande du Nord et mort le 19 mars 2017 dans la même ville) est un joueur de football nord-irlandais, qui évoluait au poste de défenseur.

## Biographie
Il participe aux tours préliminaires de la Ligue Europa avec l'équipe de Derry City.

## Palmarès
Derry City
- Coupe d'Irlande (1) :
  - Vainqueur : 2012.

- Coupe de la Ligue d'Irlande (1) :
  - Vainqueur : 2011.